# Заповедные кварталы (Нижний Новгород)

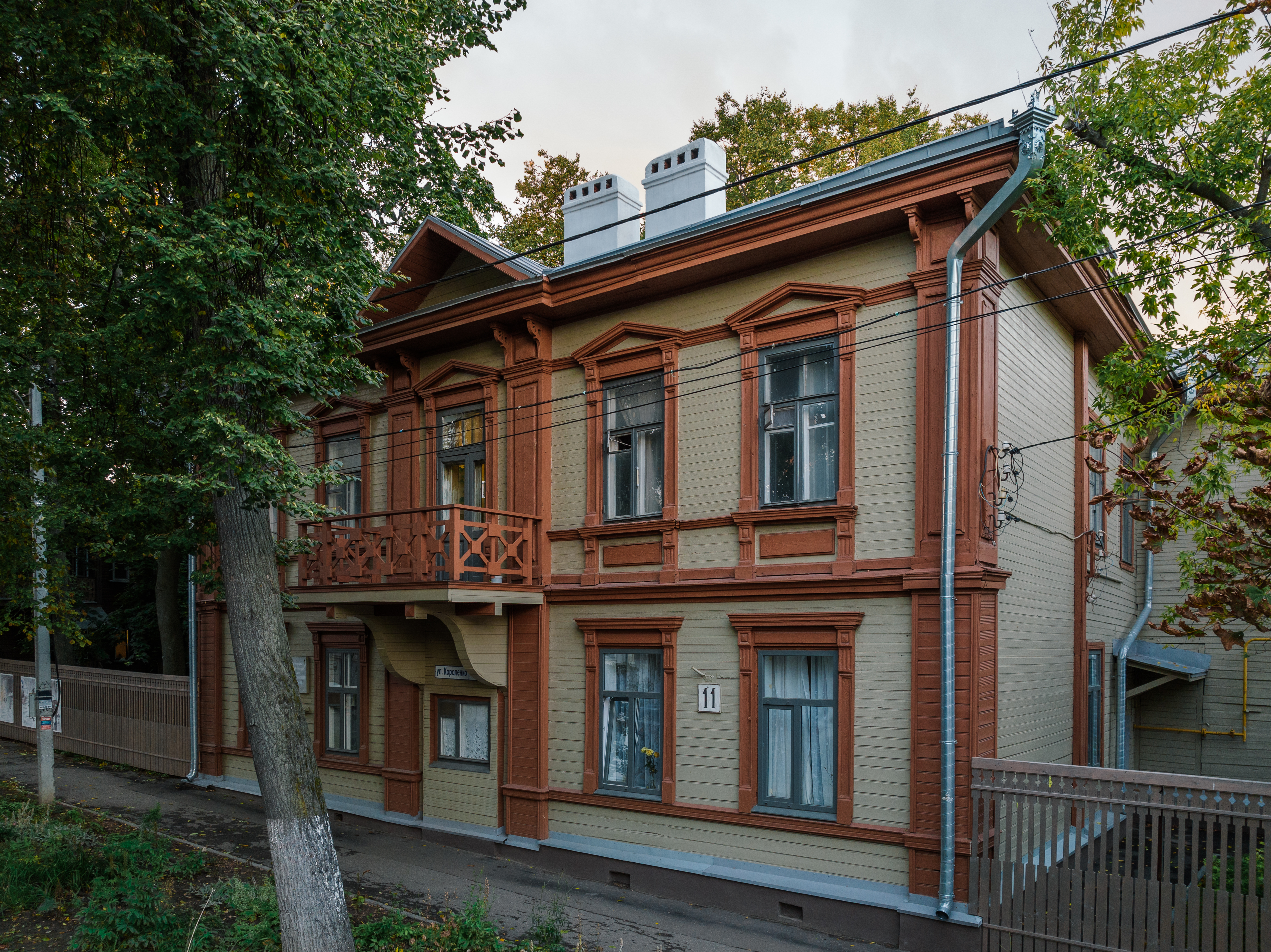
Северный флигель усадьбы В. Лемке, дом, в котором с 1900 по 1901 год жил Максим Горький, ул. Короленко, 11

«Заповедные кварталы» — проект развития исторических территорий Нижнего Новгорода. Команда автономной некоммерческой организации «Агентство по сохранению и развитию объектов исторической среды Нижегородской области» (АНО «АСИРИС») с 2021 года реализует концепцию развития исторического квартала церкви Трёх Святителей, которая была разработана в 2019 году инициативной группой городских активистов и федеральных экспертов, при участии Правительства Нижегородской области.

## История квартала церкви Трёх Святителей
Квартал церкви Трёх Святителей в Нижнем Новгороде начал застраиваться в середине XIX века. По состоянию на 2024 год квартал включает в себя 35 сохранившихся деревянных исторических домов, в том числе 28 объектов культурного наследия.
В конце XIX — начале XX века здесь жили писатели Максим Горький, Владимир Короленко и Евгений Чириков, бывал оперный певец Фёдор Шаляпин. В гости к Максиму Горькому приезжали писатели Антон Чехов, Леонид Андреев и Скиталец, а также театральный режиссёр Владимир Немирович-Данченко.
Первыми объектами культурного наследия регионального значения в 1960-е годы в квартале были признаны дома на улице Короленко, 11 и 11а (прим. — до революции 1917 года улица Канатная), где жили писатели Максим Горький (с 1900 по 1901 годы) и Владимир Короленко (с 1888 по 1896 годы). Кроме того, в 1980-е годы объектом культурного наследия федерального значения был признан дом по адресу улица Короленко, 42 (Дом В. В. Каширина), в котором маленький Алёша Пешков жил у своего деда Василия Каширина (с 1872 по 1876 годы).

При этом, разрабатываемые в поздние советские годы варианты проектов застройки предусматривали радикальные изменения и уничтожение практически всей исторической среды, за исключением зданий, где жили Владимир Короленко и Максим Горький. В 1980-е годы появился проект сноса и новой застройки.

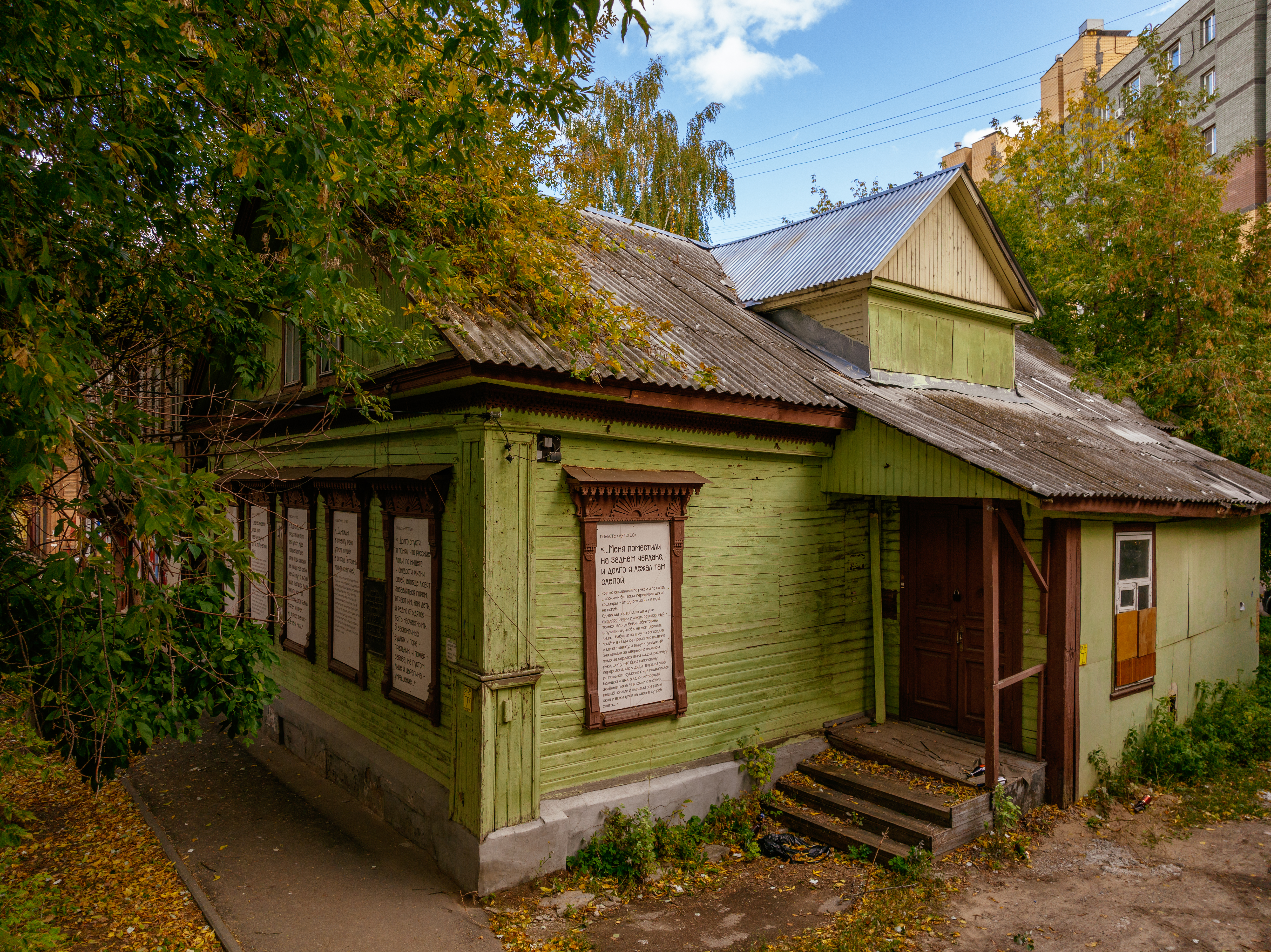
Дом В. В. Каширина, где жил Максим Горький, улица Короленко, 42

Активная архитектурная общественность добилась того, что был объявлен специальный конкурс на проект застройки. В нижегородском Доме архитектора подробно разобрали предложенные участниками конкурса варианты. Самым компромиссным оказался проект, предусматривающий комплексный подход: ремонт и реставрацию домов по красным линиям улиц Новая, Короленко, Славянская и возведение новостроек исключительно во дворах и садах — за деревянными домами. В результате территория квартала была разбита на лоты. Те застройщики, которые получили те или иные контракты, начали осваивать земельные участки и строить новые дома, а исторические объекты по красной линии были сохранены.
Попытки застроить территорию продолжались и в 2000-е годы. За эти годы часть домов вдоль улиц Новая, Короленко, Славянская и Студёная, к сожалению, была утрачена.
Несмотря на потери, квартал сохранил уникальный колорит городской окраины конца XIX — начала XX веков. В середине 1990-х годов квартал церкви Трёх Святителей был включен в состав исторической территории «Старый Нижний Новгород» (Решение Совета народных депутатов № 370-м от 30 ноября 1993 года), а позднее объявлен историко-культурной заповедной территорией (Постановление Законодательного собрания № 281 от 18 ноября 1997 года).
С 2010-х годов в квартале начался процесс расселения исторических домов. Одновременно с этим усилиями активных горожан многие дома получили статус объектов культурного наследия.

## Художественная консервация
Вслед за расселением начался процесс переосмысления исторической территории квартала. Нижегородские уличные художники всё чаще стали обращаться к исторической застройке и, в частности, к пустующим деревянным домам.
Так в 2015 году прошёл фестиваль уличного искусства «Новый Город: Древний» с размещением работ на фасадах расселённых домов. В 2018 году местные художники и архитекторы, при содействии градозащитной общественности, провели в квартале архитектурный фестиваль «О’город. Окно», результатом которого стала художественная консервация: в оконных проёмах художники разместили работы, связанные с локальным контекстом. Защитив пустующие дома от проникновения, они также привлекли внимание к проблеме спасения историко-культурного наследия.

## Фестиваль восстановления исторической среды «Том Сойер Фест»
В августе 2018 года нижегородские городские сообщества объединились и организовали в квартале церкви Трёх Святителей первый сезон всероссийского фестиваля восстановления исторической среды «Том Сойер Фест», который зародился в Самаре в 2015 году.

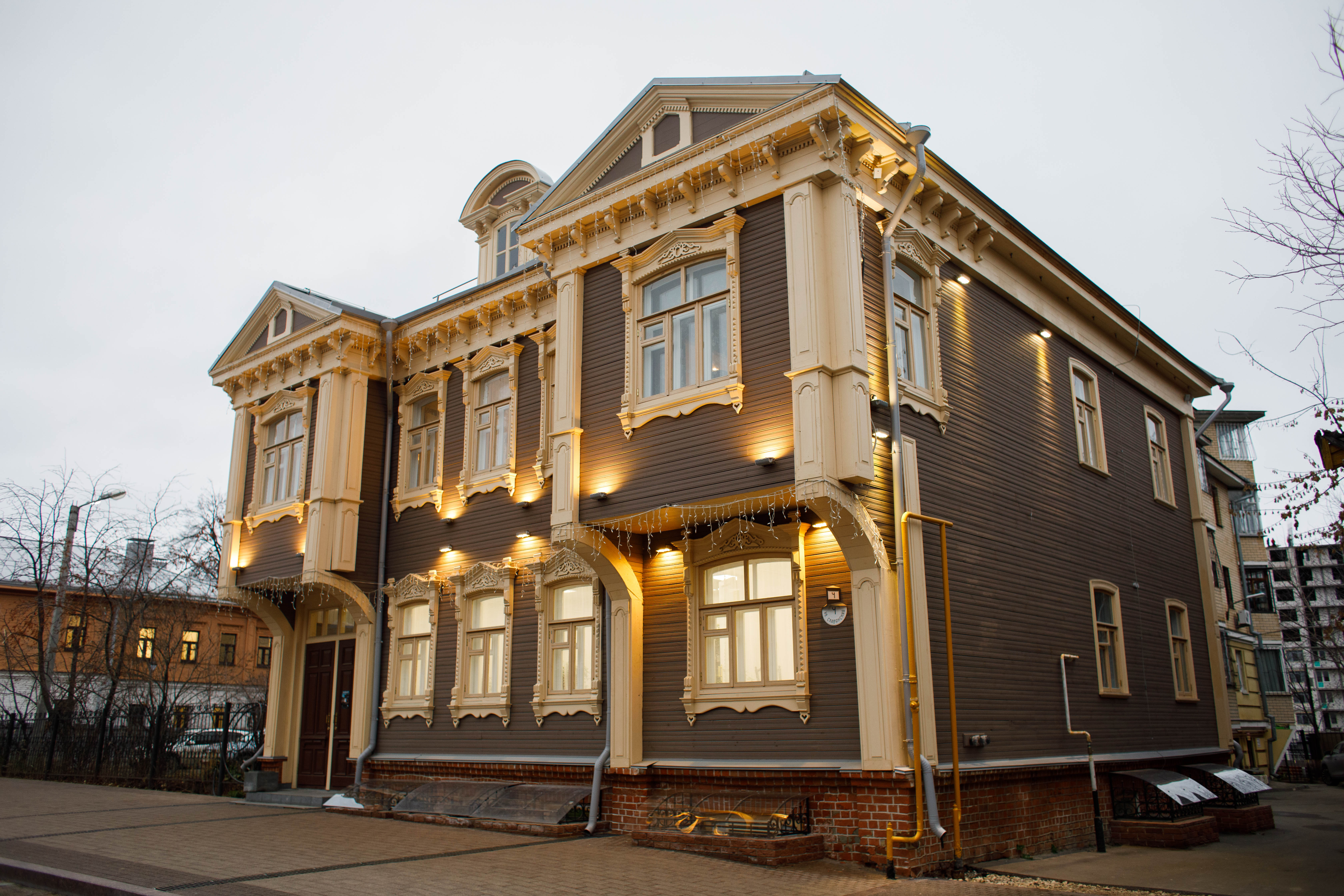
Главный дом усадьбы Гусевых, улица Славянская, 4

Активисты отремонтировали фасады деревянного дома по адресу: улица Короленко, 18 (Жилой дом Скворцовой). Дом был расселён в начале 2018 года. Фестиваль был тепло встречен горожанами, а инициативу по восстановлению исторических домов поддержали областное правительство и городская администрация. Участники движения на своём примере показали, как может выглядеть деревянный дом при бережном отношении к наследию.
«Том Сойер Фест» стал стимулом для развития всего квартала, показав результат объединения городских сообществ с целью сохранения исторической деревянной застройки.
В период с 2018 по 2022 годы силами «Том Сойер Фест» в квартале церкви Трёх Святителей отремонтированы восемь домов по адресам: улица Короленко, 16, 17 и 18, а также улица Новая, 21/11, 20 (Усадьба В. В. Бердиниковой), 20а, 22 и 22а, а также покрашены фасады трёх домов по адресам: улица Славянская, 4, улица Студёная, 47 и улица Короленко, 28. Установлено несколько деревянных заборов вокруг исторических усадеб по улицам Новая и Короленко, восстановлена кирпичная брандмауэрная стена в Саду кино на улице Новой, 22 и воссоздано окно из стеклянных кирпичей Фальконье на кирпичной стене (улица Короленко, 17 — дом Щелухиной).
В 2021 году в рамках акции «Том Сойер Фест» — «Арт-Окно» волонтёры из разных городов России установили щиты со стрит-арт-работами нижегородских художников в оконных проёмах 16 пустующих домов по улицам Грузинская, Славянская, Новая, Короленко, Студёная, Сергиевская, Шевченко и Малая Ямская, а также разместили исторические сведения о домах и провели работы по ограничению доступа внутрь зданий.

## Концепция развития

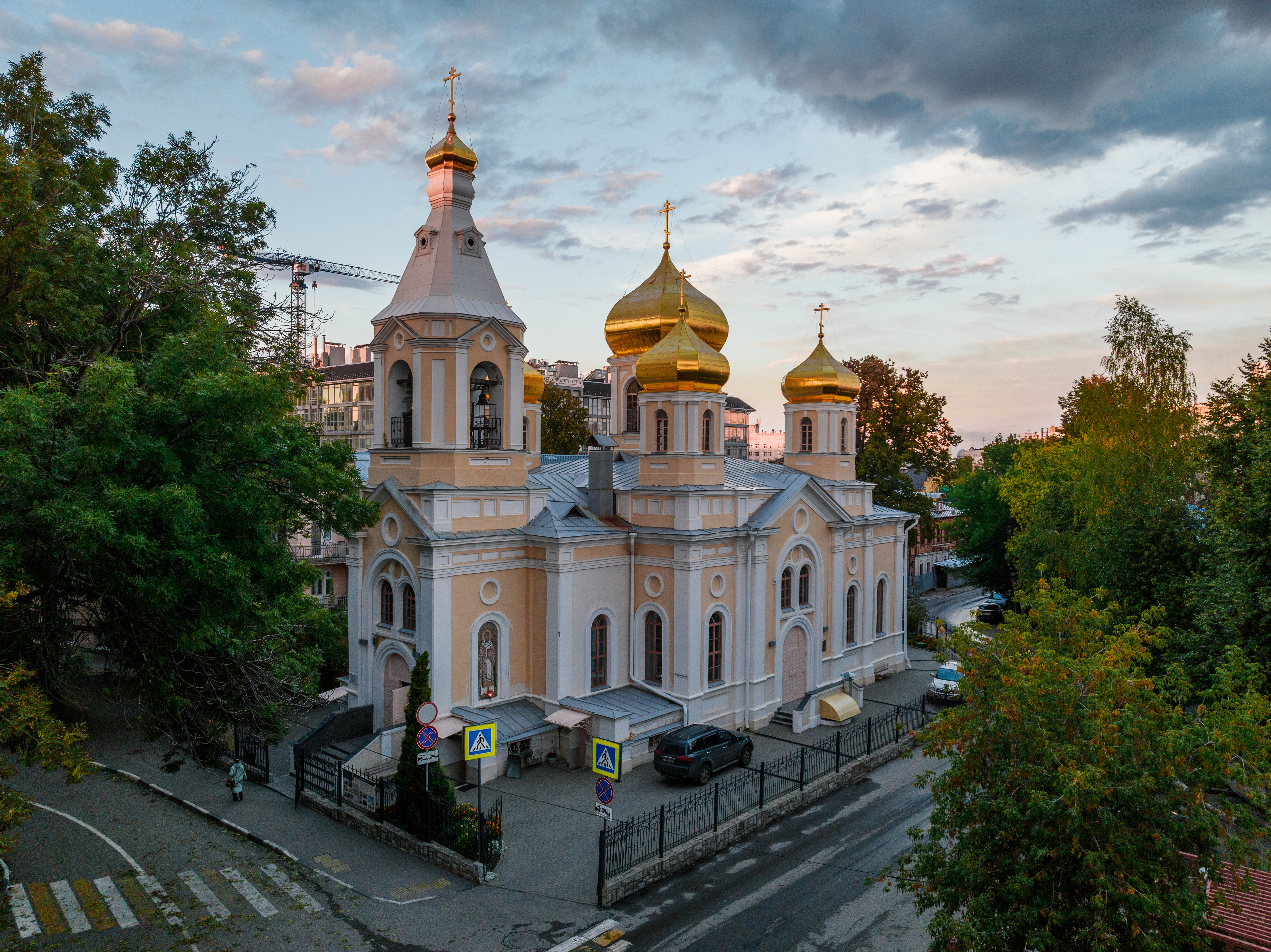
Церковь Святителей Московских Нижегородского подворья Свято-Троицкого Серафимо-Дивеевского женского монастыря

В 2019 году инициативная группа городских активистов и федеральных экспертов, при участии Правительства Нижегородской области, разработала концепцию ревитализации квартала церкви Трёх Святителей, которая предполагает комплексный подход к развитию исторической территории и включает в себя комплекс мер, а именно популяризацию наследия, создание туристических продуктов и сервисов на основе локальных символов, благоустройство, реставрацию и приспособление домов под современное использование, реализацию бизнес-модели для исторических домов, создание управляющей компании.
В 2021 году начала работу автономная некоммерческая организация «Агентство по сохранению и развитию объектов исторической среды Нижегородской области» (АНО «АСИРИС») как корпоративная форма ГЧП (государственно-частного партнёрства) в сфере сохранения культурного наследия. В состав учредителей вошли Правительство Нижегородской области, федеральные эксперты в области наследия и представители городских сообществ.
Реализация концепции развития квартала церкви Трёх Святителей — это пилотный проект АНО «АСИРИС».

## Результаты
К 2021 году в рамках подготовки к 800-летию Нижнего Новгорода волонтёры «Том Сойер Фест» в квартале отремонтировали и покрасили фасады 11 исторических домов; Фонд капитального ремонта Нижегородской области отремонтировал четыре многоквартирных деревянных дома, проведены работы по сохранению Дома крестьянина Андрея Седова (улица Студёная, 49/6). Также в 2021 году было благоустроено пять усадебных садов вокруг исторических домов во время проведения ландшафтного фестиваля «Исторический парк».
В этом же году прошёл фестиваль «Возрождение Заповедных кварталов», в ходе которого было организовано более 100 событий, в том числе фестиваль «Шаляпин на балконе», Дни варенья в Тайном саду, столярные мастерские, фестиваль мечтателей и изобретателей «Дети Кулибина» и «Джем в саду». Квартал стал точкой притяжения для горожан и туристов, занял достойное место на карте городских маршрутов. По данным Министерства туризма и промыслов Нижегородской области, туристический поток в квартал церкви Трёх Святителей за 2022 год составил 26 000 человек, за 2023 год — 45 000 человек.

Арт-карта квартала церкви Трёх Святителей, созданная художницей Катей Гущиной

Среди знаковых событий, которые проходили в квартале в 2021—2023 годах, можно отметить постпрограмму фестиваля Opus-52, фестиваль уличного искусства «Место», групповую выставку современного искусства «Переходное состояние», выставку в окнах домов «Соседи» и фестиваль «Горький плюс».
В рамках реализации концепции развития квартала с 2022 ведутся реставрационные работы в восьми расселённых домах квартала по адресам: улица Короленко, 18, 30, 38, 40 и 42, а также улица Славянская, 1, 2 и 3; с последующим запуском в отдельных домах пилотных проектов (кондитерская с Тайным садом и культурный центр с ТИЦ).
В 2022 году по соглашению с правительством Нижегородской области силами частного инвестора проведена реставрация главного дома усадьбы Гусевых (улица Славянская, 4а).
В 2024 году в рамках программы по воссозданию исторического облика квартала церкви Трёх Святителей ведётся обновление улиц Славянской и Короленко. Концепция благоустройства «Сердце квартала» была разработана Институтом развития городской среды Нижегородской области (ИРГСНО) и отсылает к историческому облику улиц, сочетая современные решения для создания комфортной и доступной среды. Также в квартале реализуется федеральная программа «Чистое небо» по переносу наземных коммуникаций под землю.

## Территории проекта «Заповедные кварталы»
С 2021 года в состав Заповедных кварталов вошли несколько территорий:
- Квартал церкви Трёх Святителей (в границах улиц Новая — Короленко — Славянская — Студёная).

Небольшой район бывшей городской окраины с сохранившейся в своих изначальных границах исторической застройкой вокруг церкви Святителей Московских. Включает в себя 35 деревянных домов, в том числе 28 объектов культурного наследия середины XIX — начала XX века.
- Студёный квартал (в границах улиц Студёная — Звездинка — Алексеевская и переулок Холодный).

Квартал включает в себя 19 деревянных и каменных домов. Улица Студёная и переулок Холодный известны ещё с XVII века. Доминантой квартала является объект культурного наследия регионального значения усадьба М. Н. Щёлокова по адресу: улица Студёная, 10, 10а и 10б, построенная в 1890—1903 годах. В её ансамбль входят главный дом, флигель, служебный корпус (сейчас — католический храм), ограда с кованой решёткой и памятник природы регионального значения — старинный дуб.
- Квартал на улице Грузинская (прим. — ранее Болотов переулок), который включает нечётные дома под №№ 3-13.

Один из самых старых кварталов Нижнего Новгорода, который сформировался в XVIII веке. Здесь расположена одна из самых древних синагог России. Сейчас территория квартала включает в себя 10 домов, сохранивших исторический облик. Сегодня квартал находится между двумя ключевыми пешеходными пространствами: улицей Большой Покровской и парком Почаинского оврага.
- Квартал 1833 года (в границах улиц Горького — Решетниковская и переулка Гранитный).

Один из самых старых кварталов Нижнего Новгорода, сохранявший свою конфигурацию по фиксационному плану 1854 года вплоть до 2020-х годов. По периметру квартала расположены семь исторических деревянных домов, самый ранний из которых относится к 1840-м годам строительства — бывший музей нижегородской интеллигенции по адресу: улица Горького, 127. Архитектурным акцентом, отмечающим угол улиц Горького и Решетниковская, является Дом Ф. Т. Столярова на улице Горького, 123. Застройка отрезка переулка Гранитный представлена двухэтажными деревянными домами-причта Петропавловской кладбищенской церкви 1870-х годов.
В 2024 году в разработку Заповедных кварталов вошли ещё две исторические территории (переулок Плотничный и квартал телефонного завода товарищества «Сименс и Гальске» на проспекте Гагарина), где началась реализация кластерного комплексного подхода по развитию исторической среды, внедрённого в квартале церкви Трёх Святителей.

## Награды
В 2023 году «Заповедные кварталы» были награждены Почётным дипломом премии имени Алексея Комеча за реализацию новаторского подхода к социально-экономическому и культурному наполнению исторических территорий как средству их спасения, сохранения и развития в условиях современного мегаполиса.
В 2023 году команда заняла первое место в номинации «Проекты на этапе реализации» конкурса «Лучшие практики девелопмента в историческом центре: Концепции и стратегии развития» в рамках форума «Ребус» в Казани.